# Wolfgang Trautwein (Diplomat)
Wolfgang Trautwein (* 30. März 1946; † 20. November 2023) war ein deutscher Diplomat. Von September 2006 bis August 2008 war er als deutscher Botschafter in Schweden tätig.

## Leben
Seine Kindheit verbrachte Trautwein im Rheinland und ging in Düsseldorf zur Schule. Anschließend studierte er Rechtswissenschaften in Saarbrücken und London und promovierte. Nach einer kurzen Tätigkeit als Anwalt trat er 1976 in den diplomatischen Dienst ein. 1978/79 war er Parlaments- und Kabinettreferent im Auswärtigen Amt in Bonn, danach bis 1983 politischer Referent an der deutschen UNO-Vertretung in New York City. Es folgten weitere Referententätigkeiten, ehe er 1992 Leiter des Rechts- und Konsularreferats der deutschen Botschaft in London wurde. 1997 übernahm Trautwein die Leitung des Grundsatzreferats der UN-Abteilung des Auswärtigen Amts. 2001 wurde er Beauftragter für Nah- und Mittelostpolitik, 2003 stellvertretender Ständiger Vertreter der Bundesrepublik bei den Vereinten Nationen. Von 2006 bis 2008 war er deutscher Botschafter in Schweden.
Trautwein war verheiratet und hatte drei Kinder.